# ティモンディ
ティモンディは、高岸宏行と前田裕太からなる日本のお笑いコンビ。グレープカンパニー所属。

## メンバー

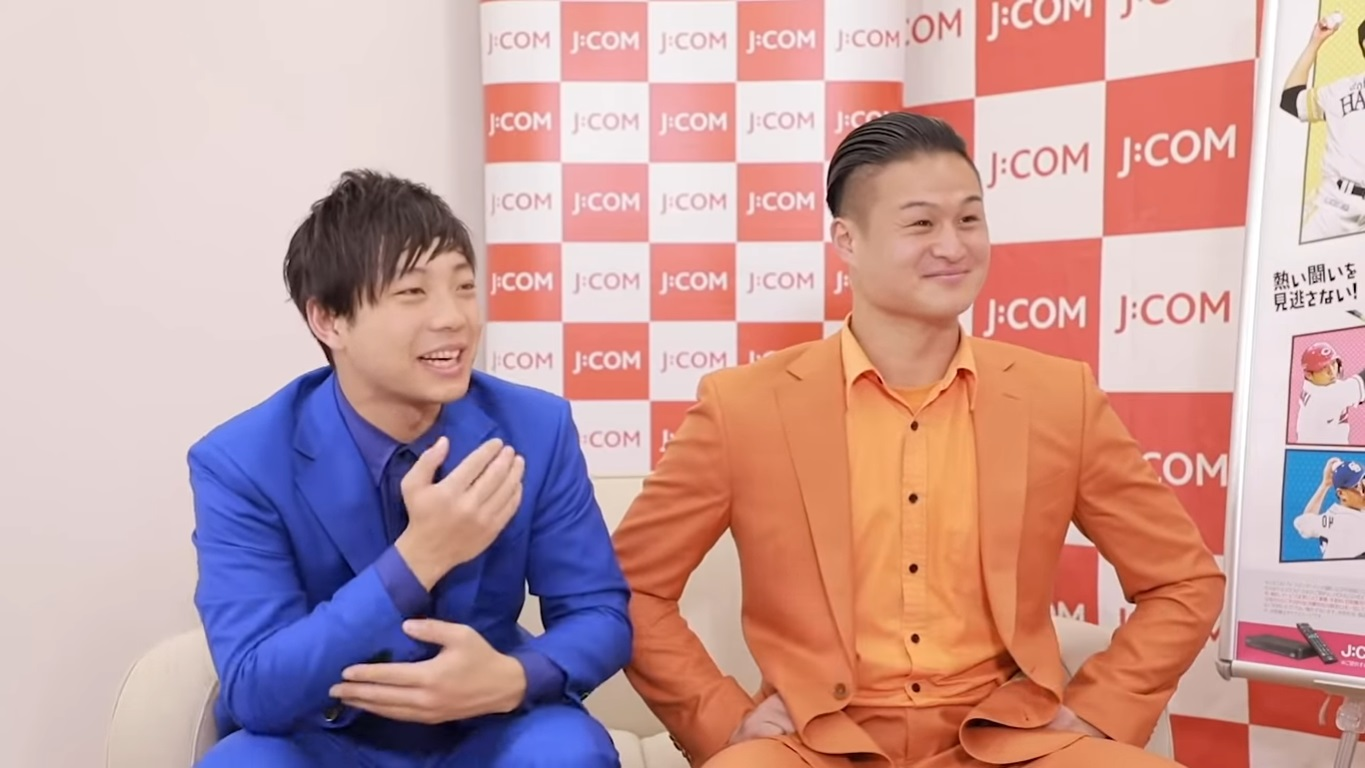
メンバーカラーの衣装をまとうティモンディ
（2020年3月撮影）

高岸 宏行（たかぎし ひろゆき、1992年（平成4年）10月8日 - ）（32歳）
ボケ・応援担当、立ち位置は向かって右。
- 身長188 cm、体重90 kg、足のサイズ30 cm。血液型A型。
- 愛媛県西条市出身。大津市立青山中学校、済美高校、東洋大学経営学部卒業。
- 2022年NHK大河ドラマ『鎌倉殿の13人』で仁田忠常役に大抜擢され初大河にして初ドラマ出演を果たした。
- 2022年7月19日に、ベースボール・チャレンジ・リーグ（ルートインBCリーグ）の栃木ゴールデンブレーブスに入団し、プロ野球選手となった。
- 2022年10月22日、女優の沢井美優との結婚を発表。

前田 裕太（まえだ ゆうた、1992年（平成4年）8月25日 - ）（32歳）
ツッコミ・ネタ作り担当 、立ち位置は向かって左。
- 身長175 cm、体重80 kg、足のサイズ27.5 cm。血液型B型。
- 神奈川県相模原市出身。相模原市立相武台小学校、相模原市立相武台中学校、済美高校、駒澤大学法学部卒業。明治大学法科大学院中退。

## 略歴
済美高校野球部の同期生として出会い、入寮した晩に最初に話をして以来仲が良い。この時は、高校に入学する前の2007年12月にM-1グランプリで優勝したサンドウィッチマンの話で盛り上がったという。なお、持ちネタである「やればできる!」は同高校の校訓に由来している。
それぞれ別の大学に進学したが、進学後も互いの大学のキャンパスに行ったり前田が高岸に勉強を教えたりなどをしていた。
高岸が大学3年時に故障して野球の道を断念して「野球はできなくなったが、他の方法でみんなに勇気を与えることは」ということを考えていた時に、東日本大震災を受けてのサンドウィッチマンの支援活動を見て「芸人ってすごい職業だ」と感じたことを思い出し、高岸から仲の良かった前田を誘って2015年にコンビ結成。
ティモンディのコンビ名は高岸の夢の中に出てきた単語であり、そのままコンビ名とした。アルファベットで表記する際の綴りは「Timon D」。
同じ事務所の東京ホテイソンとは、事務所に入った日と初ライブが同じである同期。
2020年2月21日、YouTubeチャンネル『ティモンディのベースボールTV』を開設した。
特別番組『ティモンディのやればできる!42.195〜別府大分毎日マラソン特別編〜』（RKB毎日放送）が2021年2月7日にTBS系列で放送され、これが全国ネットでは初の冠番組となった。
2023年から教育番組『天才てれびくん』（NHK Eテレ）のMCを担当。
2025年7月7日、前田が体調不良のため休養することが発表された。

## エピソード
高岸
- 愛媛県は父方の実家があり生まれて1年ほど過ごしたこともあるため、滋賀県と同様にふるさとであると語る。卒業後に東洋大学硬式野球部からドラフト会議での上位指名によるNPB入りを目指したが、3年時に故障したことがきっかけで野球を断念したという。県大会予選での決勝敗退や大学時代の怪我によるプロ野球への道を断念した際に周りの励ましの言葉や応援のパワーの凄さを体感し、残りの人生は周りを「応援をする側」に徹することを決める。
- 中学時代は野球部には所属しておらず、草津市内の軟式野球チーム「湖南クラブ」に所属していた。済美高校への在学中には、2年時からレギュラーに定着。野手として活躍したほか、投手として登板した試合で147 km/hという球速を記録することもあった。愛媛県立西条高等学校のエース兼4番打者だった秋山拓巳とは2年時から対戦していて、野球部ぐるみで「打倒秋山」を目標に打撃練習へ励んでいた。2年時（2009年）の夏にも全国高等学校野球選手権愛媛大会の決勝で対戦したが、秋山の前に本大会への出場を阻まれた。またこの年の春には、智辯学園和歌山高等学校との練習試合へ登板。西川遥輝と対戦した。ちなみに秋山とは阪神タイガース、西川とは北海道日本ハムファイターズへの入団後も親交が深いという。
- 右投右打。打者としても高校通算20本塁打を記録している。利き腕は左だが実家に右利き用のグローブしかなかったため、右腕で投げるようになった。
- ティモンディの結成後は、前田とのバッテリーでNPB公式戦の始球式に数回登場している。最初に登場したのは2020年10月4日の東京ヤクルトスワローズ対広島東洋カープ戦（明治神宮野球場）で、大学時代に東都大学野球のリーグ戦でも登板していた神宮球場のマウンドでピッチングを披露（球速は138 km/h）。2021年4月3日には、北海道日本ハムファイターズ対千葉ロッテマリーンズ戦（札幌ドーム）のファーストピッチセレモニーで、日本ハムの西川を相手にストレートを投げ込んだ。この時に計測された球速は142 km/hで、NPB公式戦の始球式でピッチングを披露した芸能人では歴代最速とされている。また、『24時間テレビ 愛は地球を救う44』での打球スピード対決では143 km/hを記録。これはソフトボール女子日本代表の選手2名の記録を抜く結果を出した。
- 衣装や普段着もすべてオレンジで、｢ビタミンカラーは見る人を元気にできる効果があると聞いたため着ている」と語る。また、仕事のときも何時でも走り出せるようにランニングシューズを履いている。ほぼ全てスポーツブランド。
- トレーニングが日課で、仕事がないときには朝7時にグランドに足を運び3〜4時間ほど行っている。ダッシュや大学生の頃にコーチから教えてもらった四足歩行、野球、ファウストボール、スポールブールなどの練習を行っている。
- 「第2のみやぞん」、｢ポスト松岡修造」とも言われている。
- 芸人以外の職業では、愛媛県在住の祖父が危篤になった時に地元に戻って介護をしながら、知り合いの伝手で消防士になろうと思ったことはあったが親戚の勧めで芸人になることにした。

前田
- 中学生時は設立後間もない硬式野球チーム「座間ボーイズ」の3期生でエースピッチャー、済美高校では2年時に控え投手兼野手としてベンチ入り。左投左打。
- 高校野球部員対象のZETT測定で総筋力2年連続で全国1位となったことがある。
- プロ野球選手になる夢が叶いそうにないと感じ、大学では野球をやらなかったという。法学部に進学し、大学時代は法律研究サークルに入っていた。成績が良く教授からの勧めで2〜3校の試験を受けたところ、受験した全ての大学で学費全額免除だったため大学院へ進学した。大学院では憲法と刑法をメインに学び、2017年に中退した。
- 好きな食べ物は寿司（特にイカ）。甘党。古着が好き。裁縫が趣味で自分が着るシャツやパンツも作っている。多方面に渡り多趣味であり、読書、漫画、サッカー観戦（ボルシア・ドルトムントサポーター）、ゴルフ、カメラ、カフェ巡り、大のラジオ好き（リトルトゥース）、また愛猫2匹と暮らしている猫好きである。。
- 好きなプロ野球の球団は全球団。12球団以外では特に愛媛マンダリンパイレーツを応援している。
- 選手で特に応援しているのは同い年の’92年組。
- 子どもの頃に憧れていた選手は松坂大輔。
- 7年間塾講師のアルバイトとして働いていたことがあり、富澤たけし（サンドウィッチマン）の息子の家庭教師もしていた。
- 高岸とは対照的に左投左打ながらペンや箸は右で用いる。

## 芸風
主に漫才。高岸の熱血で前向きなキャラクターを活かしたネタや、元・済美野球部員であることを題材にしたネタなどがある。
ネタは前田がパソコンで作っているが高岸にスマホで台本を送っても、台本だけでみると意味がわからないとして覚えない。2人が会ってもネタ合わせよりキャッチボールを行うことが多く、ネタ合わせは本番前に行っているため高岸はよくネタを飛ばす。M-1グランプリは2021年までは2回戦敗退が最高だったが、2022年に初めて2回戦を突破した。

## 出演

### テレビ

#### レギュラー出演
- ハレバレティモンディ（札幌テレビ、2021年4月3日 - 2024年3月28日） - 初の冠レギュラー番組[38]
- 吾輩はティモンディ（テレビ愛媛） - 2023年7月1日〜毎週土曜日深夜1:30〜
- ふるさと絶賛バラエティ いーよ!（テレビ愛媛） - 2021年4月3日から番組サポーターとして出演[39]
- 炎の体育会TV（TBSテレビ、2021年4月10日 - 2022年3月5日)
- ハナシティ（NHK Eテレ、2021年9月11日 - ） - MC[40][41]
- LIL LEAGUEのヴィクトリーグ!（テレビ東京、2022年10月9日 - ） - MC[42]
- 天才てれびくん（NHK Eテレ、2023年4月3日 - ） - 14代目MC[43]
- ブラッククローバーモバイル あきらめないのがオレのTV（テレビ東京、2023年11月4日 - ） - MC[44]

#### 不定期出演
- スッキリ（日本テレビ）“癒し”の空間で読む「ほっとコミック」のコーナー
- THE突破ファイル（日本テレビ）｢突破交番」のコーナー
- 有吉ゼミ（日本テレビ）主にチャレンジグルメ企画
- ウワサのお客さま（フジテレビ）主に激辛料理関連のロケ
- おはスタ（テレビ東京）“リッチ警官キャッシュ”プレゼンツ!ティモンディの「リッチになりたきゃリッチに聞け!」のコーナー
- 上田晋也の日本メダル話（日本テレビ）｢ティモンディならできるかな?」のコーナー（公式twitterにダイジェスト動画有り）
- ライオンのグータッチ（フジテレビ）
- アメトーーク（テレビ朝日）
- ゴッドタン（テレビ東京）
- あちこちオードリー（テレビ東京）
- オードリーさん、ぜひ会ってほしい人がいるんです。（中京テレビ）
- ニノさん（日本テレビ）
- メシドラ（日本テレビ）ヒッチハイクの企画で出演

#### ドラマ
- マイファミリー 第4話（TBSテレビ、2022年5月1日） - 本人 役

#### 特別番組
- ティモンディのやればできる!42.195 〜別府大分毎日マラソン特別編〜（RKB毎日放送、2021年2月7日）
- インタビュー ここから「お笑いコンビ ティモンディ」（NHK総合、2021年5月5日[45]）

### ウェブ
- 野球芸人ティモンディのゴルフ・トライアウト無限大[46]（ゴルフダイジェスト・オンライン）
- ぶるぺん（GYAO! [47])
- GENERATIONS高校TV（AbemaTV、2020年4月12日)
- チャンスの時間（AbemaTV、2020年6月17日)

### ラジオ

#### レギュラー出演
- ふわっち presents らじおっつ（TBSラジオ、2020年11月2日 - ） - グレープカンパニー所属芸人で週替わり交代[48]
  - ふわっち presents らじおっつ 配信やればできる1時間SP（TBSラジオ、2021年2月11日[49]）
- ティモンディの決起集会（FM愛媛、2021年4月4日[50] - 2024年9月29日）
  - ティモンディの大決起集会（FM愛媛、2021年8月16日〈15日深夜〉[51]）
  - ティモンディの超決起集会（FM愛媛、2024年10月14日〈13日深夜〉）
- ティモンディ前田の学べばわかる　マネー大学（ラジオNIKKEI第1、2023年11月1日 - 〈毎週水曜日18:00 - 18:30〉）
- ティモンディの人生キャッチボール（ABCラジオ、2024年3月18日 - 〈毎週月曜日6:05 - 15頃〉） [52] - 『朝も早よから 芦沢誠です』内のフロート番組

#### パーソナリティ担当
- 文化放送ライオンズナイタースペシャル お笑いで日本をアゲる!「ティモンディの夢いっぱいラジオ｣（文化放送、2020年5月28日[53]）
- ティモンディのオールナイトニッポン0（ニッポン放送、2020年9月13日〈12日深夜〉[54]）
- みんな電力 presents チャレンジ・ゼロ〜CO2削減もやればできる（TBSラジオ、2020年10月31日[55]、2021年4月10日[56]）

### CM
- 2分の1の魔法（2020年、ピクサー・アニメーション・スタジオ）[57]
- 冷凍 日清中華 汁なし担々麺 大盛り 別添スパイス増量品（2021年、日清食品冷凍株式会社）[58]
  - ｢食べればハマる!スパイス2倍」篇[59][60]
- プロ野球スピリッツA（2021年、株式会社コナミデジタルエンタテインメント） - 石橋貴明（とんねるず）と共演[61]
  - ｢ソロスピ」篇[62]
  - ｢友スピ」篇[63]
- MATCH（2021年、大塚食品株式会社）[64][65]
  - ｢購買コースター」篇[66][67]
- ZEUS Wifi（2021年、株式会社Human Investment）[68]
  - ｢やればできる20GB 6ヶ月キャンペーン」篇[69]
  - ｢縛りなしプラン」篇[70]
- サントリー天然水（2023年、サントリー）
- 森永inバープロテイン（2023年、森永製菓）

### ウェブムービー
- ティモンディの地域貢献レポート（2021年、JA共済）[71]
  - ｢自転車交通安全教室」篇[72]
  - ｢農作業事故体験VR」篇[73]
  - ｢書道・交通安全ポスターコンクール」篇[74]

### テレビアニメ
- MIX MEISEI STORY 2ND SEASON 〜二度目の夏、空の向こうへ〜（2023年、日本テレビ） - 観客 役

## 単独ライブ
- 2019年2月10日 - 新宿春季キャンプ 〜ティモンディが新ネタ10本するライブ〜（新宿バティオス）[75][76]

## 書籍
- やればできる!ティモンディのベースボール教室（日本文芸社、2021年1月27日）ISBN 978-4537218657
- 毎日『やればできる!』ティモンディ高岸の魔法の愛ことば[77]（主婦と生活社、2022年11月11日）ISBN 978-4391158472